# Język licyjski
Język licyjski, likijski (oryg. 𐊗𐊕𐊐𐊎𐊆𐊍𐊆) – wymarły język z anatolijskiej podrodziny języków indoeuropejskich, którym posługiwali się w VII–I wieku p.n.e. Licyjczycy, ludność zamieszkująca Licję – starożytną krainę w południowo-zachodniej Azji Mniejszej. Zachowało się ok. 200 inskrypcji z drugiej połowy I tysiąclecia p.n.e. spisanych alfabetem licyjskim, który stanowił rozwinięcie alfabetu greckiego. Stopniowo wymierający język zastępowała na tym obszarze greka.